# Michael Gandolfini
Michael Gandolfini (New York, 10 maggio 1999) è un attore statunitense.

## Biografia
Gandolfini è nato il 10 maggio 1999 a New York City dall'attore James Gandolfini e Marcy Wudarski. Ha origini italiane, polacche e slovacche e ha una sorellastra più giovane nata dal secondo matrimonio di suo padre. Da adolescente, Gandolfini adorava il mondo dello spettacolo, ma suo padre sconsigliava la carriera di attore; voleva che praticasse sport o che diventasse un regista.
Dopo la morte di suo padre, avvenuta il 19 giugno del 2013, per un infarto, decise di intraprendere la carriera da attore. Si iscrisse alla New York University dopo essersi diplomato al liceo. Dopo le prime audizioni, è stato scelto per la serie drammatica della HBO The Deuce - La via del porno nel ruolo di Joey Dwyer. Nel 2019, è stato scelto per I molti santi del New Jersey per interpretare un giovane Tony Soprano, ruolo interpretato da suo padre nella serie televisiva I Soprano. Gandolfini non aveva mai visto lo show. Dopo aver visto la serie per prepararsi lo definì come un processo intenso. Successivamente è stato scelto per il film del 2021 Cherry - Innocenza perduta, diretto dai fratelli Russo. Nel 2024 è stato scelto per il film Warfare - Tempo di guerra, prodotto dalla A24, scritto e diretto da Alex Garland e Ray Mendoza.

## Filmografia

### Cinema
- Down the Shore, regia di Harold Guskin (2011)
- Flower, regia di Justin Kreinbrink (2015) – cortometraggio
- Ocean's 8, regia di Gary Ross (2018)
- The Boy, the Dog and the Clown, regia di Nick Lyon (2019)
- Youngest, regia di Nat Wolff (2020)
- Cherry - Innocenza perduta (Cherry), regia di Anthony e Joe Russo (2021)
- I molti santi del New Jersey (The Many Saints of Newark), regia di Alan Taylor (2021)
- The Independent - Complotto per la Casa Bianca (The Independent), regia di Amy Rice (2022)
- Cat Person, regia di Susanna Fogel (2023)
- Paesaggio con mano invisibile (Landscape with Invisible Hand), regia di Corey Finley (2023)
- Beau ha paura (Beau Is Afraid), regia di Ari Aster (2023)
- Bob Marley - One Love, regia di Reinaldo Marcus Green (2024)
- Tea, regia di Black Rice (2024) – cortometraggio
- Ben's Sister, regia di Emma Weinswig (2025) – cortometraggio
- Warfare - Tempo di guerra (Warfare), regia di Alex Garland e Ray Mendoza (2025)

### Televisione
- James Gandolfini: Tribute to a Friend – film TV (2013)
- The Deuce - La via del porno (The Deuce) – serie TV, 10 episodi (2018-2019)
- Acting for a Cause – serie TV, episodio  2x01 (2020)
- The Offer – serie TV, episodio 1x06 (2022)
- Extrapolations - Oltre il limite (Extrapolations) – serie TV, episodio 1x04 (2023)
- Daredevil - Rinascita (Daredevil: Born Again) – serie TV, 8 episodi (2025-in corso)

## Doppiatori italiani
Nelle versioni in italiano delle opere in cui ha recitato, Michael Gandolfini è stato doppiato da:
- Manuel Meli in Paesaggio con mano invisibile, Extrapolations - Oltre il limite
- Mattia Nissolino in Cherry - Innocenza perduta
- Tito Marteddu ne I molti santi del New Jersey
- Lorenzo De Angelis in The Offer
- Riccardo Petrozzi in The Independent - Complotto per la Casa Bianca
- Daniel Spizzichino in Daredevil - Rinascita